# Evica
Evica je žensko osebno ime.

## Izvor imena
Ime Evica je različica ženskega osebnega imena Eva.

## Pogostost imena
Po podatkih Statističnega urada Republike Slovenije je bilo na dan 31. decembra 2007 v Sloveniji število ženskih oseb z imenom Evica: 60.

## Osebni praznik
Osebe z imenom Evica lahko godujejo takrat kot osebe z imenom Eva.